# Вила Лакия
Вила „Лакия“ (на итал. Villa Lacchia), бивша Вила „Ботала“ (Villa Botalla), е историческа резиденция в стил Ар Нуво в град Ивреа, Пиемонт, Северна Италия.

## История
Сегашният вид на вилата е резултат от ремоделиране на предишна сграда от 17 век, извършено между 1910 и 1912 г. от архитекта Тито Лакия по поръчка на Джузепе Ботала.  Ботала е строителен предприемач, преди това е работил в чужбина - в Китай, Персия и Северна Африка.

## Описание
Вилата има вълнообразни фасади и асиметрични фасади, увенчани с наличието на кула, средновековна лоджия и терасовиден портик. Усещането за движение е допълнително подчертано от разнообразно оформените тристранни отвори и от кръглата форма с френско-белгийски произход на един от тях. Боядисаните решетъчни декорации и релефните рамки, украсени с цветя, зъбци и фитоморфни нишки, следователно са ясно в стила на Ар Нуво. На фасадата е изписан герб с датата на завършване и с инициалите на клиента.
Дълъг балкон заобикаля големия светски парк, в който е потопена вилата, споделен със съвременната ѝ Палацина „Лакия“.

## Галерия с изображения
- Изглед към вилата
- Изглед към вилата